# Takeyama Michio
Takeyama Michio (jap. 竹山 道雄; * 17. Juli 1903 in der Präfektur Osaka; † 15. Juni 1984) war ein japanischer Schriftsteller, Übersetzer und Literaturwissenschaftler.

## Leben
Auf Grund des Berufes seines Vaters, der Mitarbeiter einer Bank war, wechselte Takeyama als Kind häufig den Wohnort und lebte u. a. mehrere Jahre ein Seoul. Er studierte deutsche Literatur an der Kaiserlichen Universität Tokio und wurde vom japanischen Bildungsministerium auf eine dreijährige Studienreise nach Europa geschickt.
Nach seiner Rückkehr nach Japan wirkte er als Professor für deutsche Literatur und Übersetzer. So übersetzte er Gedichte Goethes, Nietzsches Also sprach Zarathustra, Albert Schweitzers Autobiographie und Johanna Spyris Heidi.
Nach dem Zweiten Weltkrieg erschien sein bekanntestes, 1948 mit dem Mainichi-Kulturpreis ausgezeichnete Werk, der Roman Biruma no Tategoto, in Fortsetzungen in dem Magazin Akatombo (赤とんぼ). 1951 beendete er seine Lehrtätigkeit und verfasste literatur- und kulturkritische Schriften. 1957 beteiligte er sich an der Gründung des Nihon Bunka Forum. 1959 gründete er die Literaturzeitschrift Jiyū (自由), die er gemeinsam mit Hirabayashi Taiko herausgab. Außerdem entstanden Berichte von seinen Reisen durch Europa und die Sowjetunion. Für diese Berichte erhielt er 1961 den Yomiuri-Literaturpreis.

## Werke (Auswahl)
- Biruma no Tategoto (ビルマの竪琴, „Die Harfe von Burma“), Roman
- Shōwa no Seishinshi (昭和の精神史, „Psychologische Geschichte der Shōwa-Zeit“)
- Ningen ni Tsuite (人間について, „Über Menschen“)
- Koto Henreki: Nara (Pilgerfahrt in die alte Hauptstadt Nara)
- Nihonjin to Bi (Die Japaner und das Schöne)
- Yōroppa no Tabi (ヨーロッパの旅, „Reisen durch Europa“)
- Maboroshi to Shinjitsu: Watashi no Sovieto Kembun (まぼろしと真実-私のソヴィエト見聞, „Phantasie und Wahrheit: Meine Beobachtungen in der Sowjetunion“)